# Агринион
Агринион или Агринио (грч. Αγρίνιο Agrinio) град је у Грчкој, у округу Етолија-Акарнанија, у оквиру периферије Западна Грчка. Град није њено управно седиште (то је Мисолонги), иако је највеће насеље ове префектуре.

## Порекло имена
Име града несумњиво је повезано за грчком речју за пољопривреду „агрос“, а по предању град је добио име по легендарном оснивачу града, краљу Аргиосу, сину још познатије митолошке личности Тезеја.

## Природни услови
Град Агринион се налази у запдном делу историјске покрајине Етолије. Кроз њега пролази пут који спаја Епир са Атином и Пелопонезом. Град је од мора удаљен око 30 km, а свега неколико километара од реке Ахелос. Око града пружа се поље, окружено планинама.
Клима у Агриниону је измењена средоземна са дугим и топлим летима и нешто оштријим зимама у односу на оближње приморје.

## Историја
Град је основан у античко време. Први подаци о постојању града везани су за његово уништење од стране владара Касандра 314.
Током отоманског раздобља равничарско подручје града, као веома плодно, било је насељено Турцима. Тада је град био познат под турским називом Карлели. Месно становништвобило је веома активно током Грчког устанка 1821. године, а присједињење са матицом уследило је 1832. године. Ово је довело до исељавања Турака и насељавања Грка у граду и околини, а граду је враћен стари назив „Агринион“.
После Грчко-турског рата 1923. године у граду се населило много грчких пребеглица из Мале Азије. Током последњих деценија дошло до осавремењавања града и околине.

## Становништво
Агринион данас има око 50.000 становника у граду и околини. То значи да сваки 4 становник префектуре Етолија Акарнија живи у Агриниону и ближој његовој околини. Становништво су углавном етнички Грци. Кретање становништва по последњим пописима било је следеће:
| 1981.  | 1991.  | 2001.  | 2011.  |
| ------ | ------ | ------ | ------ |
| 35.773 | 39.638 | 42.390 | 48,645 |

Кретање броја становника у општини по пописима:
| 1991.  | 2001.  | 2011.  |
| ------ | ------ | ------ |
| 52,081 | 54,523 | 94.181 |

## Привреда
Град је средиште пољопривредног подручја, које је посебно познато по гајењу дувана и маслина. Са тим у вези у граду се крајем 19. века јавила лака индустрија, чији се развој наставио кроз 20. век.